# جک لوپس
جک لوپس (انگلیسی: Jack López؛ زادهٔ ۱۶ دسامبر ۱۹۹۲) بازیکن بیس‌بال اهل ایالات متحده آمریکا است.
وی در مسابقات کشوری و بین‌المللی در مجموع برندهٔ ۱ مدال نقره شده‌است.